# Jinnih Beels
Jinnih Beels, née le 8 octobre 1976 à Calcutta, est une femme politique belge, membre de Vooruit.

## Biographie
Jinnih Beels nait le 8 octobre 1976 à Calcutta.
Aux élections législatives fédérales de 2024, Jinnih Beels est élue à la Chambre des Représentants.